# Droste

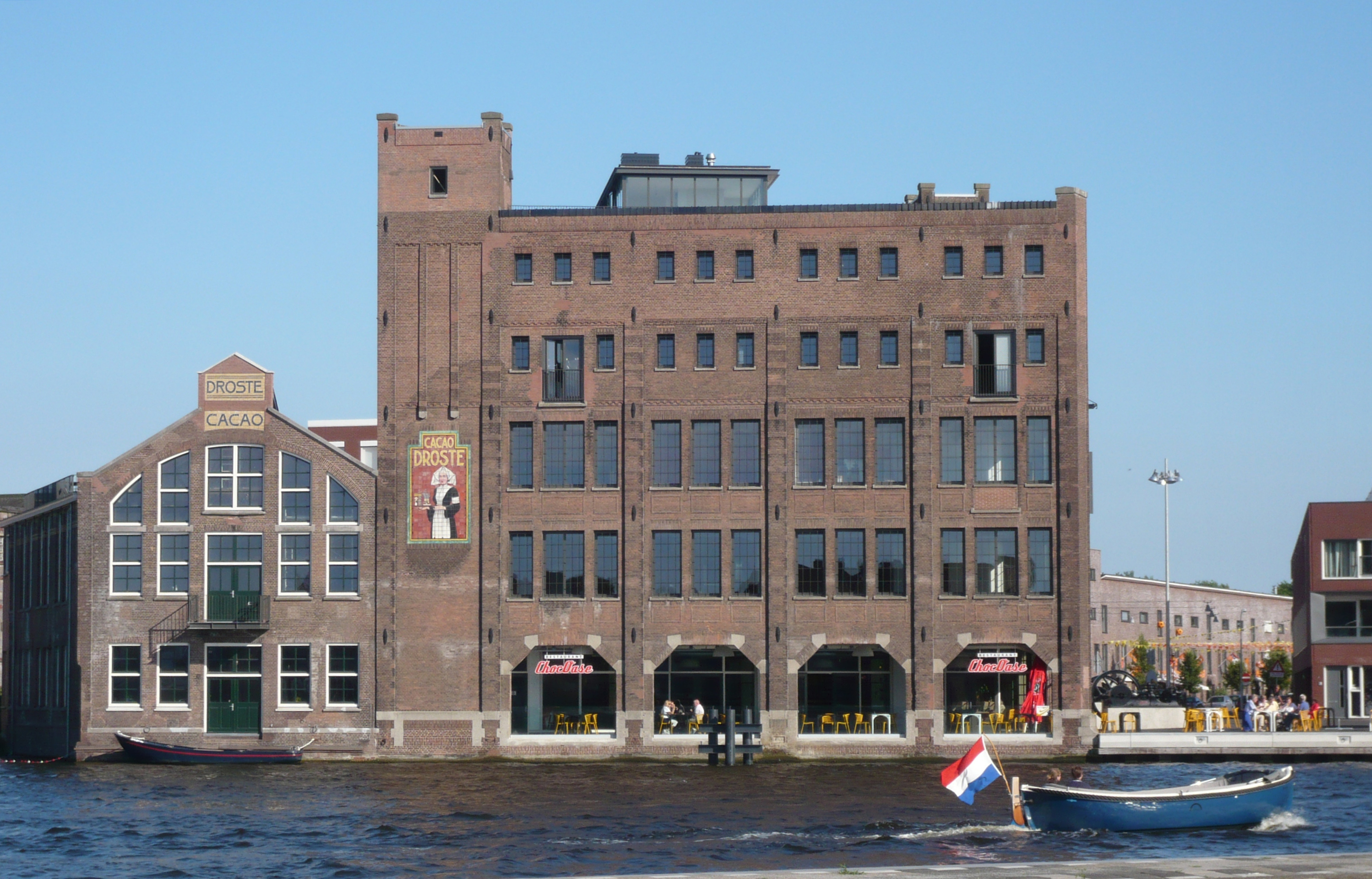
De voormalige Drostefabriek aan het Spaarne in Haarlem

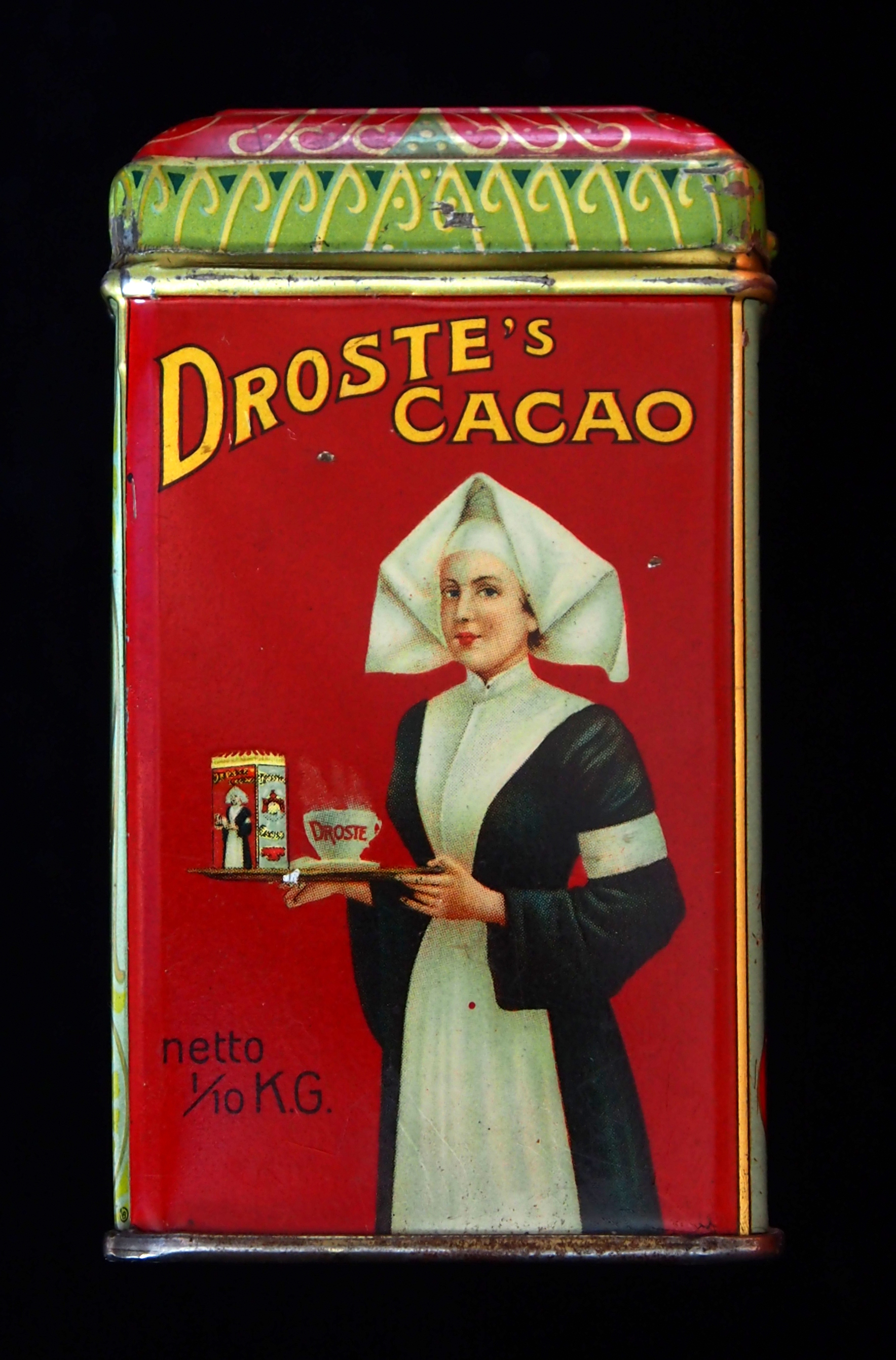
De afbeelding op de cacaoverpakking met het droste-effect

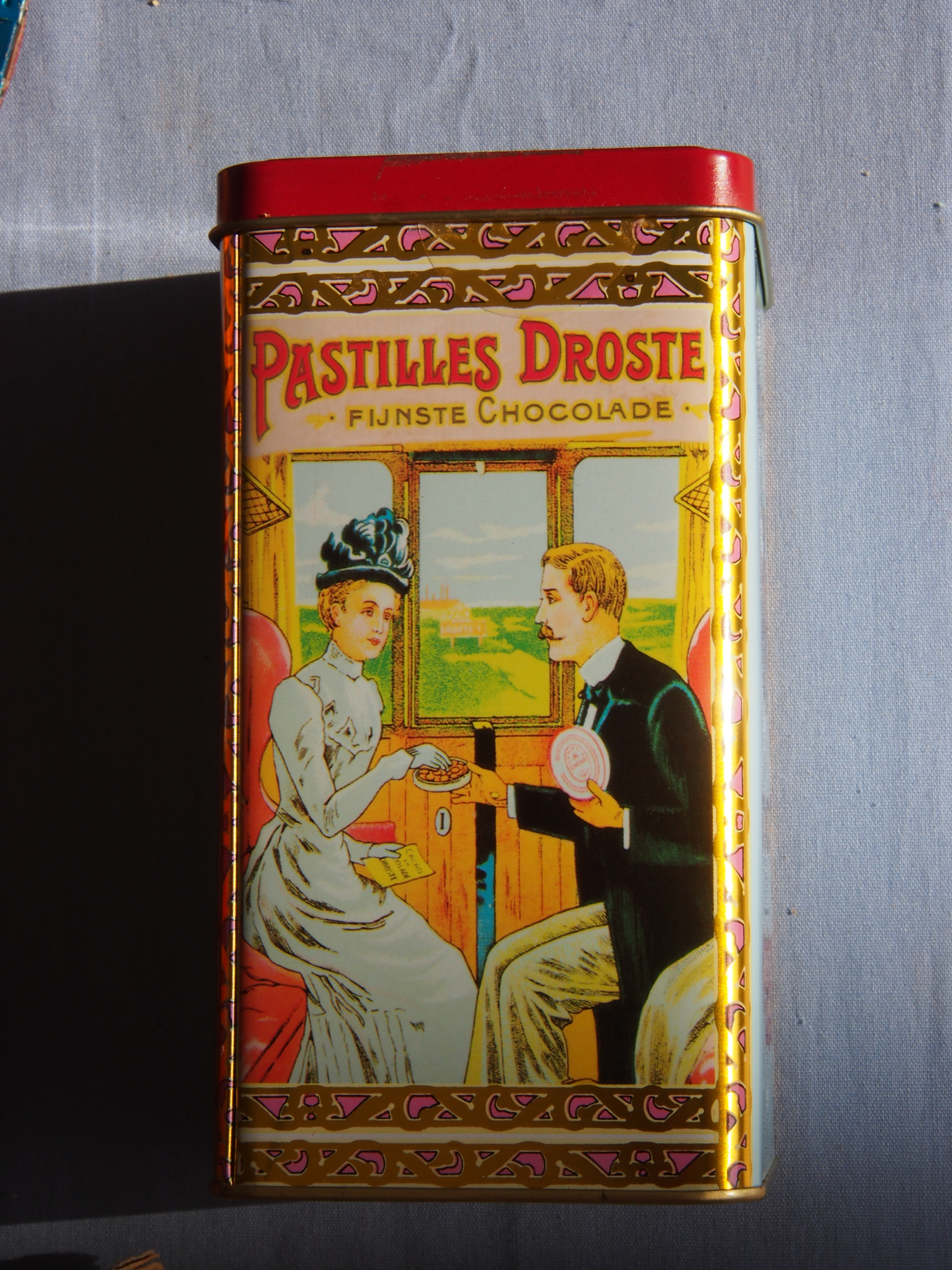
Een blik Drostechocoladepastilles

Droste, voluit Droste B.V. Vaassen, is een in 1863 in Haarlem opgerichte Nederlandse chocoladeproducent. 
Droste is van oorsprong een familiebedrijf. Het is diverse malen overgenomen en sinds 1997 is het een zelfstandige bedrijfseenheid binnen het Duitse Hosta. De oorspronkelijke Droste-branderij was nog tot 2004 in gebruik, als onderdeel van Dutch Cacao BV, dat daar sinds 1986 Blooker-cacao produceerde. In dat jaar verhuisde de productie naar een nieuwe fabriek in Amsterdam. Sinds 1986 vindt de productie van Droste plaats in Vaassen en worden de chocoladeproducten van dit bedrijf in vele landen verkocht. Een aanzienlijk deel van de omzet wordt in het buitenland gerealiseerd. In 2024 werd de voorgenomen overname bekendgemaakt van Droste door het Belgische bedrijf Pauwels Engineering, maar begin februari 2025 werd bekend dat dat niet doorging. Over de verdere toekomst van het bedrijf was op dat moment nog niets bekend.
Tot de producten van Droste die nog steeds worden gemaakt behoren de Droste-chocoladepastilles, net als de chocoladeletters en overige kenmerkende producten zoals de Chocolade Korenaren, Tulpen en Molens. 

## Geschiedenis
De naamgever van het bedrijf was de banket- en koekbakker Gerardus Johannes Droste uit Haarlem. Vanaf 1863 verkocht hij in zijn winkel in de Grote Houtstraat in Haarlem onder meer chocoladepastilles (ronde, platte chocolaatjes die hij Pastilles Droste noemt). Vanaf 1890 verhuisde de productie van chocolade naar een terrein aan de Spaarne, hier kwam uiteindelijk een industrieel complex dat bekend staat als de Drostefabriek. Eén geheel van branderij, pakkerij en loodsen.
Hieronder volgt een kort overzicht van de geschiedenis van het bedrijf:
- 10 juni 1863: Opening van de banket- en koekbakkerij van Gerardus Johannes Droste in Haarlem onder de naam Salon de Refraîchissements. Hier verkocht hij in de Grote Houtstraat op nummer 132 onder meer zijn Pastilles Droste.
- 2 augustus 1890: De achter de bakkerij gelegen coacoafabriek in de Gierstraat die door Droste’s zijn zonen was begonnen verhuisde naar een nieuw pand op de hoek van het Gedempte Oude Gracht en de Grote Houtstraat.[3]
- Tussen 1890 en 1900 werd een ruimer terrein aan het Spaarne betrokken, zodat de grondstoffen vanuit de schepen direct op het fabrieksterrein konden worden gelost en geuroverlast in de binnenstad verminderd werd.
- 1 maart 1897: G.J. Droste droeg de zaak officieel over aan zijn zonen Jan Coenraad en Gerardus Johannes Droste jr.
- ca. 1900: de bekende verpakking met de verpleegster verscheen; het droste-effect is geboren.
- 1914–1918: tijdens de Eerste Wereldoorlog produceerde het bedrijf de zgn. 'Eenheidsrepen' voor militairen en burgerbevolking.
- 1920: het familiebedrijf werd een naamloze vennootschap.
- 1920–1940: een periode van groei, waarin wereldwijd vestigingen werden geopend. Alleen tijdens de jaren twintig kreeg het bedrijf te maken met de economische crisis.
- 1940–1945: ten gevolge van de Tweede Wereldoorlog kwam de productie nagenoeg stil te liggen.
- 1945: Het bedrijf herstelde zich, maar van export was in de beginjaren nog geen sprake.
- 1964: de firma verkreeg het predicaat Koninklijk. De zaken gingen de "Koninklijke Droste Fabrieken NV" aanvankelijk voor de wind, maar aan het begin van de jaren zeventig daalden de winsten.
- 1970: Droste nam Ringers over.
- 1971: Droste nam Rademaker's Hopjes over.[4]
- 1975: overname door N.V. De Erven De Weduwe J. Van Nelle.
- 1977: Droste kwam in Amerikaanse handen, Sara Lee Corporation, en verloor daarmee het predicaat "Koninklijke". De naam werd veranderd in "Droste Fabrieken B.V".
- 1985: Van Nelle werd weer zelfstandig.
- 1986: De productie van Droste werd overgebracht naar de Venz fabriek in Vaassen.
- 1989: Droste werd overgenomen door het Nederlandse suiker- en voedingsmiddelenbedrijf CSM.[5]
- 1 januari 1997: CSM verkocht Droste aan het Duitse bedrijf Hosta.
- 2008: De oude Drostechocoladefabriek zou worden gerenoveerd en verbouwd tot appartementencomplex door architectenbureau Braaksma & Roos.
- 2024: Droste stond er financieel slecht voor sinds de coronacrisis in Nederland, waardoor orders waren weggevallen. Hoewel de productie en afzet zich hadden hersteld, dreigde het bedrijf om te vallen door sterk gestegen prijzen van zowel energie als cacao. Op 23 augustus 2024 werd bekendgemaakt dat de Belgische chocoladefabrikant Pauwels Engineering Droste overnam en bereid was erin te investeren.[6]
- 2025: Begin januari bleek de overname door Pauwels Engineering toch te zijn stukgelopen.[7]

## Droste-effect

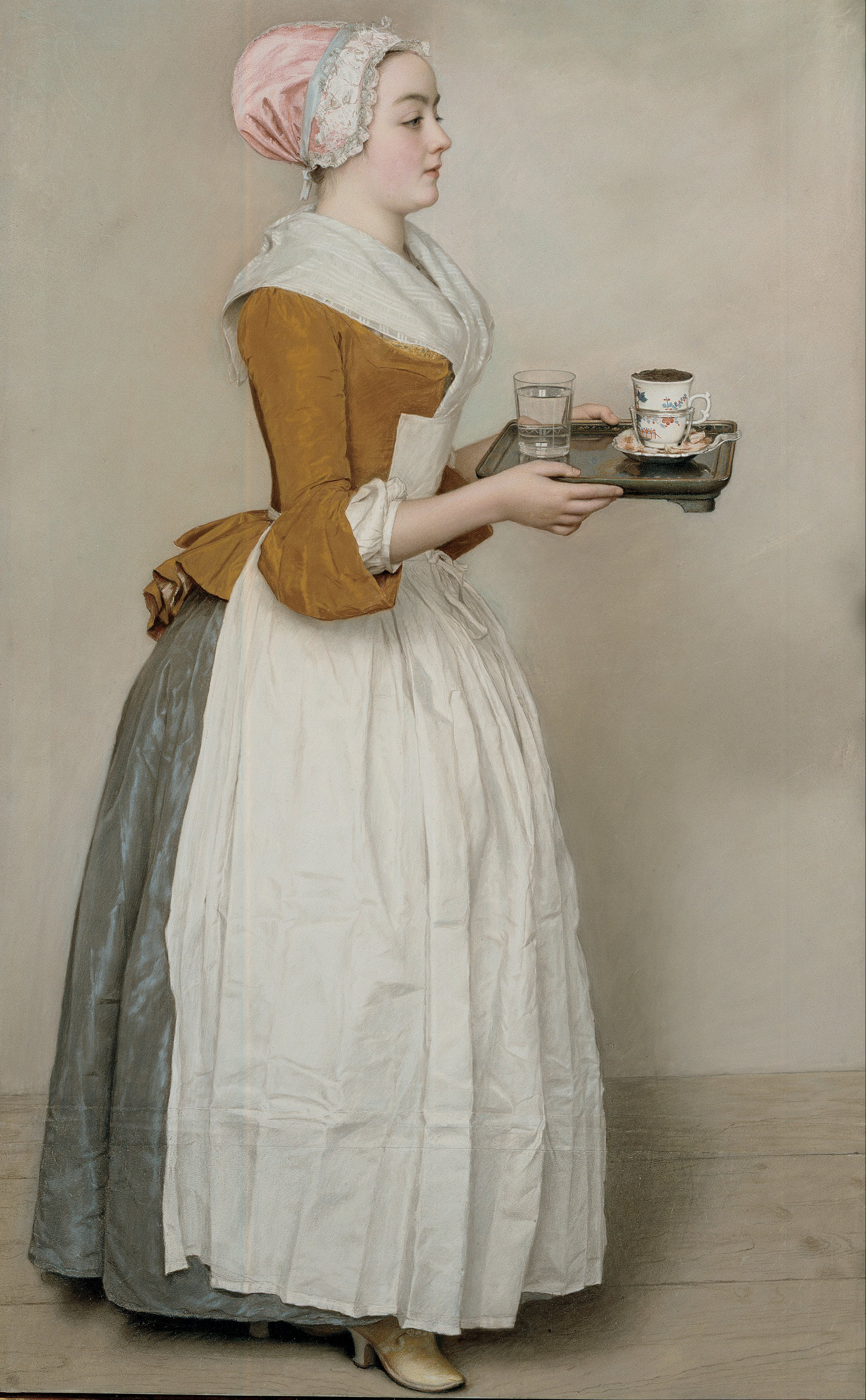
Jean-Étienne Liotard – La serveuse de chocolat

De naam Droste is niet alleen bekend geworden door de chocolade die onder die naam is verkocht, maar ook om het droste-effect: het zichzelf herhalende plaatje in een plaatje, zo genoemd naar de afbeelding op de verpakking van Drostechocolade zoals die vanaf circa 1900 is bedrukt.
Op de verpakking staat een verpleegster afgebeeld met in haar handen eenzelfde verpakking. De vermoedelijke tekenaar is de Haarlemse reclametekenaar Johannes Misset, geïnspireerd door een pastel van de Zwitserse schilder Jean-Étienne Liotard: La serveuse de chocolat, ook wel La belle chocolatière genoemd. Deze pastel, die verwijst naar de heilzame werking van chocolade, mag om wettelijke redenen niet in de Verenigde Staten worden gebruikt.

## Drostemannetje
In marketing, retail- en reclamedenken was Droste behoorlijk vooruitstrevend. Naar verluidt liet het Haarlemse bedrijf op uitnodiging van het Rotterdamse reclamebureau Nijgh & Van Ditmar al in 1930 het pastillemannetje van huisontwerper Jan Wiegman restylen door de Franse vormgever A.M. Cassandre tot een zakelijk 'Klare Lijn'-beeldmerk dat als neoninstallatie van zes meter hoog en 2000 kilo zwaar in 1931 op het dak van de fabriek aan het Spaarne werd gezet. Daarmee was Droste een bedrijf in bezit van een van de grootste neonreclames ter wereld.